# 苑舉正
苑舉正（1960年3月28日—），字子端，台北市人，籍貫山東宁阳县，國立臺灣大學哲學系教授，比利時魯汶大學哲學博士，台灣學者。研究領域為科學哲學、社會科學哲學、政治哲學、歐陸哲學、哲學概論。

## 家庭
苑舉正之父苑覺非，曾為員林實驗中學校長、國立政治大學中文系教師，為澎湖七一三事件受害者。

## 經歷
苑舉正成長於政大所的教職員宿舍化南新村，1981年畢業於東海大學政治系，1983年赴比利時魯汶大學哲學院攻讀哲學，獲得哲學學士（1984）、哲學碩士（1988）以及哲學博士（1995），期间与赵敦华是学友。

## 爭議
2021年6月，苑举正飛往上海接种中國大陸生產的疫苗，並宣稱大陸的隔離與防疫政策比台灣好一百倍，其言論在台灣遭受批評。
苑舉正於2023年參加第十五届海峡论坛大会，對新华社自称是“红统”。中華民國大陸委員會稱海峡论坛為中共对台统战平台。
2025-07-27 中國日報網受訪時表示台灣教科書需要修改，需降低國家意識及國家認同，美化殖民帝國反而是喪失國格，祖先渡海來台使用的還是閩南語，僅能說台灣發展出小島地方特色，中國對台灣已經給予很大的恩惠，台灣地區人民還不領情，兩岸終將統一，中國一定富強！[13]

## 著作
- 《求真：臺大最受歡迎的哲學公開課》（臺北：究竟出版，2015)

［簡體字版］《哲學六講》（北京：中國人民大學出版社，2015，ISBN 9787300202983）
- 《索羅斯的投資哲學》（臺北：法意資產，2017）
- 《所有做投資的人都應該要讀哲學：臺大最受歡迎哲學家──苑舉正的〈苑文其詳〉》（臺北：法意資產，2017）
- 《求善：臺大哲學教授的斯多噶生活講堂》（臺北：究竟出版，2020，ISBN 9789861372884（中文））

### 翻譯
- 盧梭：《德行墮落與不平等的起源（法语：Discours sur l'origine et les fondements de l'inégalité parmi les hommes）》（臺北：聯經出版公司，2015）

## 外部連結
- 苑舉正的個人空間 （页面存档备份，存于） - bilibili
- 苑舉正的正舉苑 （页面存档备份，存于） - facebook
- 臺大哲學系 - 苑舉正 （页面存档备份，存于）
- 鉅亨網 - 苑舉正專欄 （页面存档备份，存于）
- 苑舉正到中國上海施打疫苗